# Arrondissement de Cahors
L'arrondissement de Cahors est une division administrative française, située dans le département du Lot et la région Occitanie.

## Composition

### Composition avant 2015
Liste des cantons de l'arrondissement de Cahors :
- canton de Cahors-Nord-Est ;
- canton de Cahors-Nord-Ouest ;
- canton de Cahors-Sud ;
- canton de Castelnau-Montratier ;
- canton de Catus ;
- canton de Cazals ;
- canton de Lalbenque ;
- canton de Lauzès ;
- Canton de Limogne-en-Quercy
- canton de Luzech ;
- canton de Montcuq ;
- canton de Puy-l'Évêque ;
- canton de Saint-Géry.

### Découpage communal depuis 2015
Depuis 2015, le nombre de communes des arrondissements varie chaque année soit du fait du redécoupage cantonal de 2014 qui a conduit à l'ajustement de périmètres de certains arrondissements, soit à la suite de la création de communes nouvelles. Le nombre de communes de l'arrondissement de Cahors est ainsi de 135 en 2015, 129 en 2016, 105 en 2017 et 98 en 2019.
Au 1er janvier 2024, l'arrondissement groupe les 98 communes suivantes :
1. Albas
2. Anglars-Juillac
3. Arcambal
4. Aujols
5. Bach
6. Barguelonne-en-Quercy
7. Beauregard
8. Bélaye
9. Belfort-du-Quercy
10. Bellefont-La Rauze
11. Belmont-Sainte-Foi
12. Berganty
13. Boissières
14. Bouziès
15. Cabrerets
16. Cahors
17. Caillac
18. Calamane
19. Cambayrac
20. Carnac-Rouffiac
21. Cassagnes
22. Castelfranc
23. Castelnau-Montratier
24. Catus
25. Cénevières
26. Cézac
27. Cieurac
28. Concots
29. Crayssac
30. Crégols
31. Cremps
32. Douelle
33. Duravel
34. Escamps
35. Esclauzels
36. Espère
37. Flaujac-Poujols
38. Floressas
39. Fontanes
40. Francoulès
41. Gigouzac
42. Grézels
43. Les Junies
44. Labastide-du-Vert
45. Labastide-Marnhac
46. Laburgade
47. Lacapelle-Cabanac
48. Lagardelle
49. Lalbenque
50. Lamagdelaine
51. Laramière
52. Lendou-en-Quercy
53. Lherm
54. Lhospitalet
55. Limogne-en-Quercy
56. Lugagnac
57. Luzech
58. Mauroux
59. Maxou
60. Mechmont
61. Mercuès
62. Le Montat
63. Montcabrier
64. Montcuq-en-Quercy-Blanc
65. Montdoumerc
66. Montgesty
67. Montlauzun
68. Nuzéjouls
69. Parnac
70. Pern
71. Pescadoires
72. Pontcirq
73. Porte-du-Quercy
74. Pradines
75. Prayssac
76. Promilhanes
77. Puy-l'Évêque
78. Saillac
79. Saint-Cirq-Lapopie
80. Saint-Denis-Catus
81. Saint Géry-Vers
82. Saint-Martin-Labouval
83. Saint-Martin-le-Redon
84. Saint-Médard
85. Saint-Paul-Flaugnac
86. Saint-Pierre-Lafeuille
87. Saint-Vincent-Rive-d'Olt
88. Sauzet
89. Sérignac
90. Soturac
91. Tour-de-Faure
92. Touzac
93. Trespoux-Rassiels
94. Varaire
95. Vaylats
96. Vidaillac
97. Villesèque
98. Vire-sur-Lot

## Démographie
En 2022, l'arrondissement comptait 73 782 habitants.
| 1968   | 1975   | 1982   | 1990   | 1999   | 2006   | 2011   | 2016   | 2021   |
| ------ | ------ | ------ | ------ | ------ | ------ | ------ | ------ | ------ |
| 61 223 | 62 296 | 64 787 | 67 186 | 69 887 | 73 790 | 76 809 | 71 943 | 73 707 |

| 2022   | - | - | - | - | - | - | - | - |
| ------ | - | - | - | - | - | - | - | - |
| 73 782 | - | - | - | - | - | - | - | - |